# 2173 Маресьєв
2173 Маресьєв (2173 Maresjev) — астероїд головного поясу, відкритий 22 серпня 1974 року.
Тіссеранів параметр щодо Юпітера — 3,152.